# Mischocyttarus alternatus
Mischocyttarus alternatus är en getingart som beskrevs av Zikan 1949. Mischocyttarus alternatus ingår i släktet Mischocyttarus och familjen getingar. Inga underarter finns listade i Catalogue of Life.